# پیترالونجا
پیترالونجا (به ایتالیایی: Pietralunga) یک کومونه در ایتالیا است که در استان پروجا واقع شده‌است. پیترالونجا ۱۴۰٫۲ کیلومتر مربع مساحت و ۲٬۳۴۳ نفر جمعیت دارد و ۵۶۶ متر بالاتر از سطح دریا واقع شده‌است.

## خواهرخوانده
شهر Pérenchies خواهرخواندهٔ پیترالونجا هست.